# ترکیب اسپیرو

تهیه یک هتروسیکلیک اسپیرو

ترکیب‌های اسپیرو

ترکیب‌های اسپیرو (انگلیسی: spiro compound یا spirane) یا اسپیران در لاتین به معنی پیچ و تاب یا سیم پیچ: 1138 ، ترکیب‌هایی با ساختار پیچیده از دو یا چند حلقه در شیمی آلی هستند که چند حلقه توسط یک اتم با هم مرتبط هستند.: SP-0  نمونه‌هایی از آن نشان داده شده‌است.
ساده‌ترین ترکیبات اسپیرو حلقه مانند (دارای دو حلقه) هستند، یا دارای بخشی از حلقه به عنوان بخشی از سیستم حلقه بزرگتر هستند، در هر دو حالت با دو حلقه متصل به یک اتم مشترک تعریف شده‌است.: SP-0 : 653, 839 
در طبیعت، ساختار حلقه‌ها ممکن است اساساً یکسان یا متفاوت باشد، و اتم که دو حلقه را به هم متصل می‌کند، spiroatom (اتم مارپیچ) نامیده می‌شود، معمولاً یک کربن درجه ۴ که به عنوان یک کربن مارپیچی نیز شناخته می‌شود، و می‌تواند همچنین سیلیسیم، فسفر یا آرسنیک باشد. اتم اسپیرو به‌طور کلی یک اتم کربن چهارم است. ترکیب اسپیرو از پرانتز برای نوشتن تعداد حلقه‌ها به صورت جداگانه استفاده می‌کند. شماره حلقه نیز شامل خود اتم اسپیرو است و تعداد کمی در مقابل عدد صفر قرار می‌گیرد و با یک نقطه جدا می‌شود.

## طبقه‌بندی
- با توجه به تعداد اتم‌های اسپیر، ترکیب اسپیرو را می‌توان به یک ترکیب اسپیرو، یک دیسپیر، یک اسپیر سه‌گانه و یک ترکیب چند اسپیرال که حاوی تعدادی از اسپری است، طبقه‌بندی می‌شود.
- ترکیب اسپیرو کاربوسیکلیک و اسپرو مرکب هتروسیکلیک می‌تواند براساس نوع اتم موجود باشد و وقتی که اتم کربن تشکیل دهنده اسپروی مرکب کاربوسیکلیک با یک اتم دیگر جایگزین شود، یک ترکیب اسپیرو هتروسیکلیک ایجاد می‌شود.
- با توجه به نوع حلقه، می‌توان آن را به ترکیبات اسپیرو اشباع، اشباع نشده، آروماتیک و آلیفاتیک تقسیم کرد.
- هماهنگی ترکیبات هترواسپروسیکلیک. اتم اسپیرو در ترکیب اسپیرو ممکن است یک اتم کربن یا سایر عناصر مانند Si, N، P, Ge و غیره باشد. اگر اسپیرو اتم فلزی باشد، پیوند مختصات به‌طور کل شکل گرفته‌است و این نوع اسپیروی به عنوان یک همتراز هتروسیکلیک نامیده می‌شود.[۶]